# Base de Hidroaviones del Atalayón
La Base de Hidroaviones del Atalayón fue una instalación militar española que existió en la Mar Chica, en el antiguo protectorado español de Marruecos. Dicha instalación, que se encontraba en las cercanías de Melilla, sirvió como base para los hidroaviones de la Aeronáutica Militar española.

## Historia
La base militar fue fundada hacia 1921, en el contexto de la campaña de Marruecos, estableciéndose como una base que acogiera a los hidroaviones de la Aeronáutica militar. Se encontraba ubicada entre la Mar Chica y el saliente denominado «El Atalayón». Inicialmente fue equipada con hidroaviones Savoia-Marchetti S.66.
En julio de 1936 las instalaciones del Atalayón eran la sede de un grupo de hidroaviones Dornier «Wal». La base se encontraba bajo el mando del capitán Virgilio Leret Ruiz, quien se opuso al Golpe de Estado y defendió el Atalayón frente al ataque de las fuerzas sublevadas. La resistencia, no obstante, sería sofocada. En el transcurso de la Guerra civil española la base fue empleada por algunos hidroaviones alemanes Heinkel He 59, empleados en los ataques a los puertos republicanos del Mediterráneo. Durante los primeros años del franquismo la base acogió un grupo de Dornier «Wal» que continuaron operativos hasta comienzos de la década de 1950.